# Lehbach (Ruwer)
Der Lehbach, auf dem linken Hauptstrang-Oberlauf Frohnbach oder auch Spalbach genannt, ist mit seinen Oberlauf ein insgesamt etwas über 61⁄2 Kilometer langer und rechter Zufluss der Ruwer im rheinland-pfälzischen Landkreis Trier-Saarburg.
Er fließt im Naturschutzgebiet Keller Mulde mit Leh- und Rothbachtal, mit Laberg und Grammert.

## Geographie

### Verlauf

#### Frohnbach
Der Frohnbach entspringt im Osburger Hochwald am Südhang des Rösterkopfes, etwa 1,7 km südwestlich dessen 708,2 m ü. NHN hohen Gipfels und damit weniger als einen Kilometer westlich des Ruwer-Quellgebietes. Er fließt recht steil südlich den Hang hinab, am Waldrand an dessen Fuß kehrt er sich nach weniger als zweieinhalb Kilometern auf Südwestlauf. Zwischen dem Feriendorf Hochwald und dem Fronhof (!) von Kell am See fließt er bald auf unter 475 m ü. NHN in den etwa 13 ha großen Keller Stausee ein.
Dieser hat einen zweiten Zufluss im Ellersbach (auch Kreidbach), der von einem Sattel zwischen Rösterkopf und einem westlichen Vorberg südwärts herabläuft, gleich zu Anfang ein Hochmoor (Weyrichsbruch) durchfließt, mit 3,5 km etwas länger ist als der Frohnbach bis hierher und an der Westseite des Feriendorf Hochwald in einer kleineren Bucht in den See einmündet.
Aus dem See fließt der Frohnbach südwestlich ab, durchzieht das Gelände eines Campingplatzes mit Bad und wird danach von der Landesstraße 143 (Kell–Schillingen) gequert.

#### Lehbach
Gleich nach dieser Straße vereint er sich mit dem aus dem Nordwesten kommenden Marscheider Bach oder auch Gondersbach – beides sind Namen von Oberläufen, die auch beide für den gemeinsamen Unterlauf gebraucht werden – zum Lehbach. Dieser behält für das noch fehlende knappe Drittel des Gesamtlaufs die südwestliche Zulaufsrichtung des Frohnbachs bei, passiert die Schillingermühle und mündet dann in Niederkell auf etwa 428 m ü. NHN von rechts in die obere Ruwer.

### Zuflüsse
Reihenfolge von der Quelle bis zur Mündung. Namen und Daten nach dem  GeoExplorer der Wasserwirtschaftsverwaltung Rheinland-Pfalz
- Frohnbach (linker Quellbach, Hauptstrang), 4,7 km, 6,97 km²
  - Ellersbach (rechts), 3,6 km, 2,52 km²
- Marscheider Bach[3]  (rechter Quellbach, Nebenstrang), 2,6 km, 4,10 km²
  - Bach vom Lindenhof (rechts), 0,9 km, 0,80 km²
    - Bach vom Kellergebrüche (links), 0,7 km, 0,38 km²

  - Gondersbach[4]   (links), 0,8 km, 0,94 km²